# Gerhard Zimmer (Archäologe)
Gerhard Zimmer (* 23. Mai 1949 in Dillingen an der Donau) ist ein deutscher Klassischer Archäologe.

## Leben
Gerhard Zimmer studierte in München Klassische Philologie, Germanistik und Klassische Archäologie. Sein Studium schloss er mit der Lehramtsprüfung in Latein und Altgriechisch sowie mit der Promotion bei Paul Zanker über Römische Berufsdarstellungen ab. 1978/79 konnte er den Mittelmeerraum dank des Reisestipendium des Deutschen Archäologischen Instituts bereisen. Zwischen 1980 und 1985 war er an einem Projekt zur Erforschung des antiken Bronzegusses beteiligt. 1984 wurde er Mitarbeiter an der Antikensammlung Berlin, später Kustos und schließlich stellvertretender Direktor. An der Freien Universität Berlin habilitierte sich Zimmer 1988 mit einer Arbeit über Griechische Bronzegußwerkstätten. An der Antikensammlung wirkte er an mehreren Ausstellungen wie Spiegelbilder. Die Bilderwelt etruskischer Spiegel im Antikenmuseum (1987), Bürgerwelten. Hellenistische Tonfiguren und Nachschöpfungen im 19. Jahrhundert (1993) und Der betende Knabe. Original und Experiment (1997) mit. Zunächst nahm Zimmer einen Lehrauftrag an der FU Berlin, ab 1997 an der Humboldt-Universität zu Berlin wahr. Vom 31. Juli 1999 bis zu seinem Ruhestand im September 2015 war Gerhard Zimmer Professor für Klassische Archäologie an der Katholischen Universität Eichstätt. Nachfolgerin wurde Nadin Burkhardt.
Zimmer gilt als anerkannter Fachmann für antike Bronzen und deren Herstellung. Daneben gehören die antiken Terrakotten zu seinen Fachgebieten. Einem interdisziplinären Ansatz folgend, greift Zimmer bei seinen Forschungen auch immer auf die schriftlichen antiken Quellen und die Erkenntnisse der Alten Geschichte zur Kultur- und Technikgeschichte zurück.
Lange Jahre war Zimmer Schriftführer des Vereins Freunde der Antike auf der Museumsinsel Berlin und ist korrespondierendes Mitglied des Deutschen Archäologischen Instituts.

## Schriften
- Römische Berufsdarstellungen. Gebr. Mann, Berlin 1982 ISBN 3-7861-1343-2 (= Dissertation).
- Griechische Bronzegusswerkstätten. Zur Technologieentwicklung eines antiken Kunsthandwerks. Zabern, Mainz 1990, ISBN 3-8053-1090-0 (= Habilitationsschrift).
- mit Irmgard Kriseleit, Cordelia Eule: Bürgerwelten, hellenistische Tonfiguren und Nachschöpfungen im 19. Jahrhundert. Zabern, Mainz 1995, ISBN 3-8053-1639-9.
- Corpus Speculorum Etruscorum. Bundesrepublik Deutschland, Teil 4. Staatliche Museen zu Berlin, Antikensammlung 2. Hirmer, München 1995, ISBN 3-7774-6340-X.
- mit Nele Hackländer (Hrsg.): Der Betende Knabe: Original und Experiment. Lang, Frankfurt am Main, Berlin, Bern, New York, Paris, Wien 1997, ISBN 3-631-31482-5.
- Neues zur griechischen Bewaffnung. Kastner, Wolnzach 2001, ISBN 3-9807391-4-7, (Eichstätter Antrittsvorlesungen, Bd. 8).
- Hellenistische Bronzegusswerkstätten in Demetrias. Ergon, Würzburg 2003, ISBN 3-89913-288-2, (Demetrias, Bd. 6).
- (Hrsg.): Neue Forschungen zur hellenistischen Plastik. Kolloquium zum 70. Geburtstag von Georg Daltrop. Kastner, Wolnzach 2003, ISBN 3-937082-07-7.
- mit Kalliopi Bairami: Rhodiaka Ergastiria Chalkoplastikis. Tameio Archaiologikōn Porōn kai Apallotriōseōn. Athen 2008, ISBN 978-960-214-709-2.